# Darío Ferreira
Darío Ferreira (sinh ngày 9 tháng 2 năm 1987 ở Montevideo) là một cầu thủ bóng đá người Uruguay, hiện tại thi đấu cho Alianza ở Salvadoran Primera División.

## Đội bóng
- Nacional 2007–2008
- Bella Vista 2008–2009
- Montevideo Wanderers 2009–2010
- Cerro 2010–2011
- Boca Unidos 2011–2012
- Alvarado de Mar del Plata 2012–2013
- Alianza 2017–